# بمب‌گذاری اتوبوس نایروبی ۲۰۱۴
در ۴ می ۲۰۱۴ دو دستگاه انفجاری ابداعی (بمب کنار جاده‌ای) در کنار یک اتوبوس در شهر نایروبی،کنیا منفجر شدند که در این حادثه سه نفر کشته و شصت و دو نفر دیگر مجروح شدند.هر دو بمب در شمال شرق نایروبی در جاده ثیکا منفجر شدند. بیست نفر از مجروحین پس از این حادثه شرایط حادی داشتند.

## پشت صحنه
در اکتبر سال ۲۰۱۱ سربازان کنیایی به همراه نیروهای ارتش سومالی علیه گروه الشباب در جنوب سومالی مستقر شدند. اما الشباب وعده داده بود که به خاطر این عمل حتماً تلافی خواهد کرد.در ۳ می ۲۰۱۴ این گروه با انفجار یک نارنجک در شهر مومباسا باعث کشته شدن ۳ نفر و مجروح شدن ۱۵ نفر دیگر شد.در حادثهٔ دیگری که در همان روز رخ داد یک دستگاه انفجاری ابداعی که در داخل یک کیسه و در کنار ساحل قرار داده شده بود منفجر شد که هیچ تلفات جانی در بر نداشت.

## حمله
در ۴ می ۲۰۱۴ دو بمب در یک کیلومتری اتوبوس حامل ۴۵ نفر مسافرمنفجر شد. این انفجار در یک زیر گذر اتفاق افتاده بود. عکس‌های گرفته شده از اتوبوس حادثه دیده نشان می‌داد که یک سوراخ بزرگ در سمت راست این اتوبوس و از سوی دیگر درب و پنجره آن به کلی نابود شده بودند. اکثر حادثه دیدگان زنان و کودکان بودند.